# Lyle Stevik

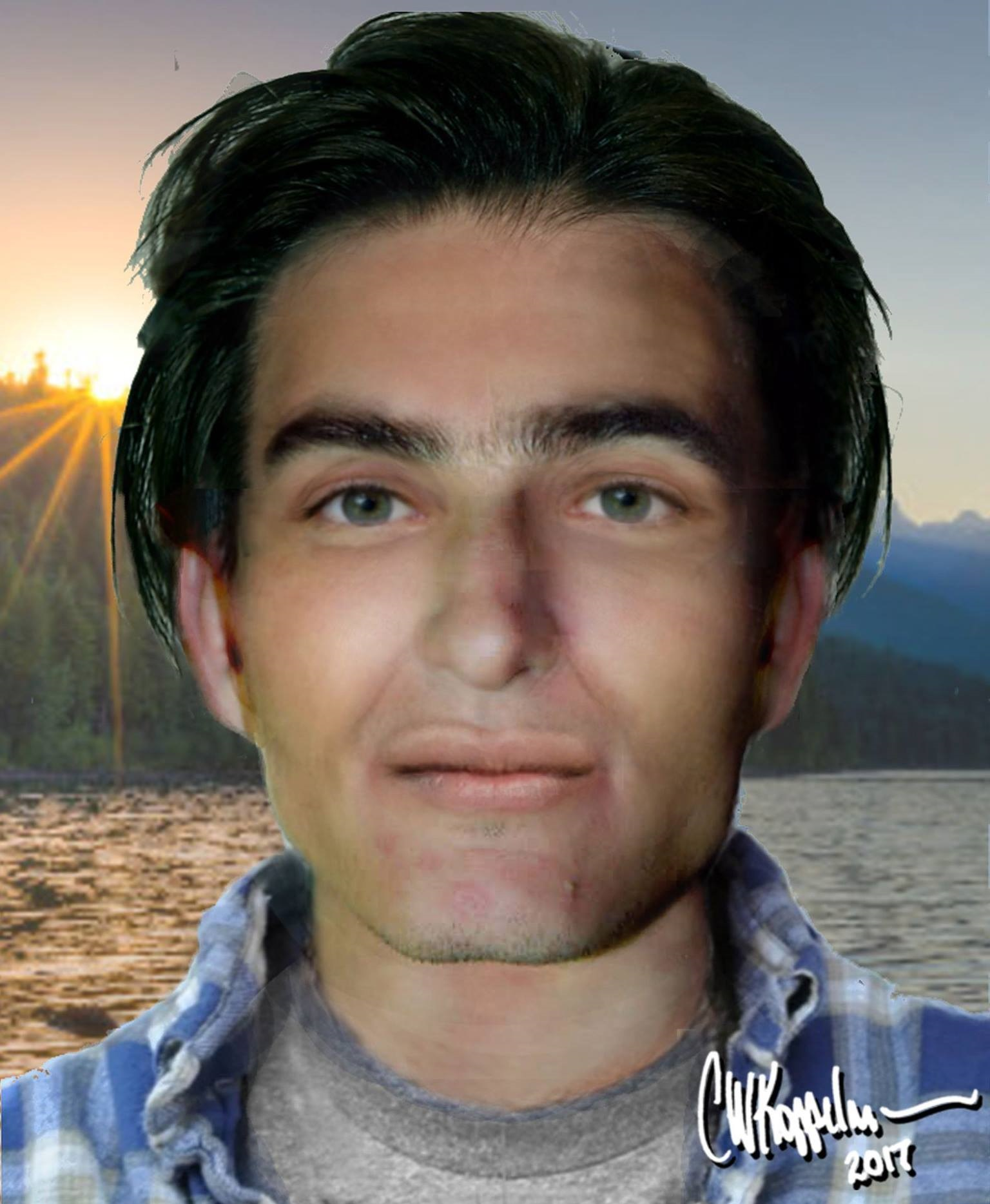
Reconstrucción facial de Lyle Stevik

Lyle Stevik (31 de agosto de 1976 – 16 de septiembre de 2001) fue el alias utilizado por un hombre estadounidense que, en 2001, se suicidó en Amanda Park, Washington, en la Península Olímpica. Aunque su cuerpo fue descubierto rápidamente, y las huellas dactilares, el ADN y la información dental fueron recopilados y registrados, no hubo coincidencias en ninguna base de datos y su identidad permaneció desconocida hasta 2018.
El 8 de mayo de 2018, la Oficina del Sheriff del Condado de Grays Harbor anunció que "Stevik" fue identificado después de casi diecisiete años, con asistencia a través de genealogía genética realizada por el Proyecto DNA Doe, una organización sin fines de lucro dedicada a identificar personas fallecidas desconocidas. Habían encontrado un grupo de parejas de parientes, tal vez de dos a tres generaciones, en Nuevo México. Finalmente pudieron localizar a miembros de su familia biológica.
La familia del hombre dijo que Stevik tenía 25 años cuando murió, y que anteriormente había residido en Alameda, California. Habían creído que estaba separado de la familia. Sus familiares pidieron que se ocultara su identidad por motivos de privacidad.

## Circunstancias
El hombre que se identificó como "Lyle Stevik" se registró en Quinault Inn, un motel en Amanda Park, Washington, el viernes 14 de septiembre de 2001, después de llegar a la zona en autobús. El empleado le dijo a la policía que podía haber sido canadiense mientras hablaba con lo que parecía un acento similar. Al registrarse en su habitación, ingresó su alias y proporcionó una dirección falsa, que finalmente se descubrió que pertenecía a un hotel Best Western en Meridian, Idaho. La policía localizó ese hotel, pero ninguno de los miembros del personal reconoció las fotos de los fallecidos.
Stevik al parecer fue visto caminando de ida y vuelta, al lado de una carretera cerca del motel, pero no se sabe si esto fue antes o después de haber registrado y pagado su habitación. Pidió y recibió una segunda habitación después de quejarse del ruido exterior.
Stevik puede haber derivado su nombre del de "Lyle Stevik", un personaje de la novela You Must Remember This (1987), escrita por Joyce Carol Oates. En la historia, el personaje Stevik contempla el suicidio.
Localizado por técnicas de genealogía genética realizadas por el personal y los voluntarios del Proyecto DNA Doe en 2018, la familia del hombre no sabía de su suicidio. Creían que estaba viviendo una vida en otro lugar y no quería hablar con ellos. Debido al distanciamiento, no habían presentado una denuncia de persona desaparecida. No había ningún informe que pareciera coincidir con el difunto.

## Muerte
Stevik se ahorcó con  un cinturón de una barra dentro de un armario de ropa. Había dejado dinero en la habitación para cubrir las dos noches restantes del fin de semana, junto con una nota que decía "suicidio". Se cree que murió el 16 de septiembre. Su cuerpo fue encontrado el lunes 17 de septiembre. Los informes iniciales indicaron que Stevik se había quedado en el motel por dos noches, pero su fecha real de llegada fue el viernes 14 de septiembre, lo que indica que había estado registrado en el hotel por tres noches. Pagó en el mostrador por una noche de alojamiento, pero dijo que planeaba quedarse "unos días más".
Al descubrir el cuerpo, la policía informó que el hombre había cerrado las persianas de la habitación y forrado el armario en el que se ahorcó con almohadas. Dejó una nota que decía "para la habitación" en la mesita de noche, que contenía 160 dólares en billetes de 20 dólares. Se ha especulado que pudo haberse quitado la vida debido a una depresión o a una enfermedad mortal, aunque la autopsia no mostró signos de esta última. También se teorizó que el hombre era nativo de un país de habla no inglesa. Un investigador dijo que un pedazo de papel estaba en un cubo de basura con la palabra "suicidio" escrita en él, como si estuviera practicando..
Stevik no llevaba equipaje; solo se encontró un cepillo de dientes y pasta de dientes en la habitación. Llevaba una camisa azul con un diseño a cuadros, una camiseta gris debajo, jeans azules y botas negras

## Examen post mortem
Stevik fue descrito como de piel clara, con cabello negro y ojos verde/avellana. La oficina del forense local dijo que también pudo haber tenido ascendencia afroamericana, además de nativa americana e hispana. El análisis de ADN concluyó que era al menos un cuarto de nativo americano y un cuarto de hispano o español. Sus dientes mostraron evidencia de un tratamiento anterior con aparatos ortopédicos. Tenía una vieja cicatriz de apendicectomía. Se notó un lunar en su barbilla y tenía lóbulos de las orejas, una característica genética.
El examen también mostró que Stevik había perdido recientemente una gran cantidad de peso, hasta 40 libras (18 kg). El médico forense estimó la diferencia de peso después de notar que el tamaño de los pantalones vaqueros del hombre era bastante grande en comparación con su cuerpo. Su edad se estimaba entre 20 y 30 años, dando una fecha de nacimiento estimada de 1971 a 1981. También se estimó que podría haber tenido alrededor de 35 años, sin embargo, por lo que su nacimiento podría haber sido tan temprano como 1966.
El hombre conocido como Stevik fue enterrado más tarde en una tumba sin nombre en el Cementerio FernHill en Aberdeen, Washington.

## Investigación
Debido a que Stevik murió  poco tiempo antes de que su cuerpo fuera encontrado, los examinadores obtuvieron fácilmente sus huellas dactilares, características dentales y ADN. Estos marcadores de identificación se colocaron en bases de datos internacionales, incluidos CODIS, pero no se hicieron coincidencias. Se cree que llegó a la zona desde Aberdeen o Port Angeles, lugares desde los que los autobuses viajaban diariamente a Amanda Park. Sin embargo, ninguno de los conductores lo reconoció. Dos hombres que estaban desaparecidos en ese momento, Alexander Craig y Steven Needham, fueron descartados como posibles identidades de Stevik.
En abril de 2007, Stevik fue incluido como el perfil del mes por Desaparecidos del Círculo, una iniciativa de servicio público lanzada por Lamar Associates, una organización asesora de aplicación de la ley con sede en Washington, D. C., para ayudar a resolver casos de nativos americanos desaparecidos o no identificados.

## Identificación
En 2018, dos genealogistas del Proyecto DNA Doe, Colleen M. Fitzpatrick y Margaret Press, subieron perfiles de ADN a GEDmatch para intentar vincular a Stevik con individuos que viven en Idaho y Nuevo México.
La Oficina del Sheriff del Condado de Grays Harbor anunció el 8 de mayo de 2018 que Stevik había sido identificado a través de análisis de ADN y comparación con parientes genéticos, realizados por el Proyecto DNA Doe, en colaboración con Aerodyne y Full Genomes Corporation. Era del condado de Alameda, California, y tenía 25 años en el momento de su muerte. La Oficina del Sheriff del Condado de Grays Harbor notificó a la familia del hombre, que había creído que estaba vivo y había pensado que no quería asociarse con su familia. Su familia tenía un juego de sus huellas dactilares que fueron tomadas en la escuela primaria, como parte de un programa de identificación de niños. El Departamento del Sheriff las comparó con las huellas post mortem tomadas en 2001, e hizo una identificación positiva. Para proteger su privacidad, su familia ha optado por no identificarlo públicamente.